# Шабран (город)
Шабра́н (азерб. Şabran) — город и административный центр Шабранского района Азербайджана. Расположен в предгорьях Большого Кавказа, на Самур-Апшеронском канале в 120 км к северо-западу от Баку.

## История
По сведениям «Камерального описания Кубинской провинции», составленном в 1831 году коллежским регистратором Хотяновским, в деревне Девечи находившейся под надзором чиновника десятой степени Ханларова проживали 375 азербайджанцев-шиитов, занимавшихся кочевым животноводством, выращиванием пшеницы и шелководством. Кендхуда деревни являлся Булат Сеидали оглы.
По материалам посемейных списков на 1886 год, селение Девичи состояло в Девичинском сельском обществе 
III Девичинского участка Кубинского уезда Бакинской губернии. Население численностью 1017 человек, состояло из «татар» (азербайджанцев) - шиитов (843 человека) и суннитов (174 человек).
Этнограф Сакинат Гаджиева в своей монографии о дагестанских азербайджанцах сообщает о баятах, переведённых из Дербента в Кубинскую провинцию в селение Шабран.
Согласно результатам Азербайджанской сельскохозяйственной переписи 1921 года Дивичи входило в Дивичинское сельское общество Кубинского уезда Азербайджанской ССР. Преобладающая национальность — тюрки азербайджанские (905 жителей, 225 хозяйств, 459 мужчин и 446 женщин).
В 1961 году Дивичи получил статус города. В 2010 году город был переименован в Шабран по названию одноимённого средневекового города, на месте которого был основан Дивичи. 
В разных источниках встречается вариация написания Девечи, Девечибазар и Дивичи.

## Население
На 1 января 2023 года численность населения города составила 24 542 чел.

## Экономика
Город входит в Губа-Хачмазский экономический район.
В городе имеются предприятия железнодорожного транспорта, ковровая фабрика, молочный и щебёночный заводы.
Через город проходит автомагистраль Баку — Ростов-на-Дону и железная дорога Баку — Москва.
На 2020 год на душу населения приходилось 18,8 м2 жилой площади. 
Протяженность улично-дорожной сети составляет 5,68 км.

## Инфраструктура
По состоянию на февраль 2024 года завершено строительство сети высокоскоростного интернета. Из 4957 домохозяйств и предприятий города, 2220 уже подключены к технологии GPON.

## Известные уроженцы
- Аббасов Тофик — советский военнослужащий, участник боёв на острове Даманский[13].
- Агаев, Камран Адил оглы  —  азербайджанский футболист, вратарь.
- Зарбаилов Арон (Ариф) — советский азербайджанский футболист, нападающий[14].
- Мамед Алиев — первый начальник и основатель железнодорожной станции Дивичи (Шабран)